# Tillandsia incarnata
Tillandsia incarnata es una especie de planta epífita dentro del género  Tillandsia, perteneciente a la  familia de las bromeliáceas.  Es originaria de Venezuela y Ecuador.

## Taxonomía
Tillandsia incarnata fue descrita por Carl Sigismund Kunth y publicado en Nova Genera et Species Plantarum (quarto ed.) 1: 291–292. 1815[1816].
Etimología
Tillandsia: nombre genérico que fue nombrado por Carlos Linneo en 1738 en honor al médico y botánico finlandés Dr. Elias Tillandz (originalmente Tillander) (1640-1693).
incarnata: epíteto latíno que significa "color carne"
Sinonimia
- Platystachys incarnata (Kunth) Beer
- Tillandsia brevifolia Baker
- Tillandsia incarnata var. margaritacea Roguenant & A.Raynal
- Tillandsia striata Willd. ex Schult. & Schult.f.[4][5]